# Cliff Holton
Clifford Charles „Cliff“ Holton (* 29. April 1929 in Oxford; † 4. Juni 1996 in Almeria) war ein englischer Fußballspieler.

## Leben und Karriere
Clifford „Cliff“ Holton begann seine Karriere beim damaligen Amateurklub Oxford City, ehe er 1947 zum FC Arsenal wechselte. Anfangs noch als Innenverteidiger wurde er in der zweiten Mannschaft der Gunners zum Mittelstürmer umfunktioniert. Sein Debüt für die Londoner gab er am 26. Dezember 1950 gegen Stoke City. Holton gewann ein Mal die englische Meisterschaft und ein Mal den englischen Pokal mit dem FC Arsenal. 1958 wurde er für 10.000 £ an den FC Watford verkauft. Damals noch Viertligist, stiegen die Hornets mit Holton als Topscorer in die dritte Liga auf. Nach seinem Wechsel zu Northampton Town 1961 absolvierte er einjährige Gastspiele bei Crystal Palace, noch einmal für FC Watford, Charlton Athletic und danach noch einmal drei Jahre beim FC Orient. Nach seinem Karriereende 1968 arbeitete er als Maschinenbautechniker. Cliff Holton starb 1996 plötzlich im Urlaub im Alter von 67 Jahren.

## Erfolge
- Englischer Meister: 1953